# Saint-Sauveur-des-Landes
Saint-Sauveur-des-Landes is een gemeente in het Franse departement Ille-et-Vilaine (regio Bretagne). De plaats maakt deel uit van het arrondissement Fougères-Vitré. Saint-Sauveur-des-Landes telde op 1 januari 2022 1.565 inwoners.

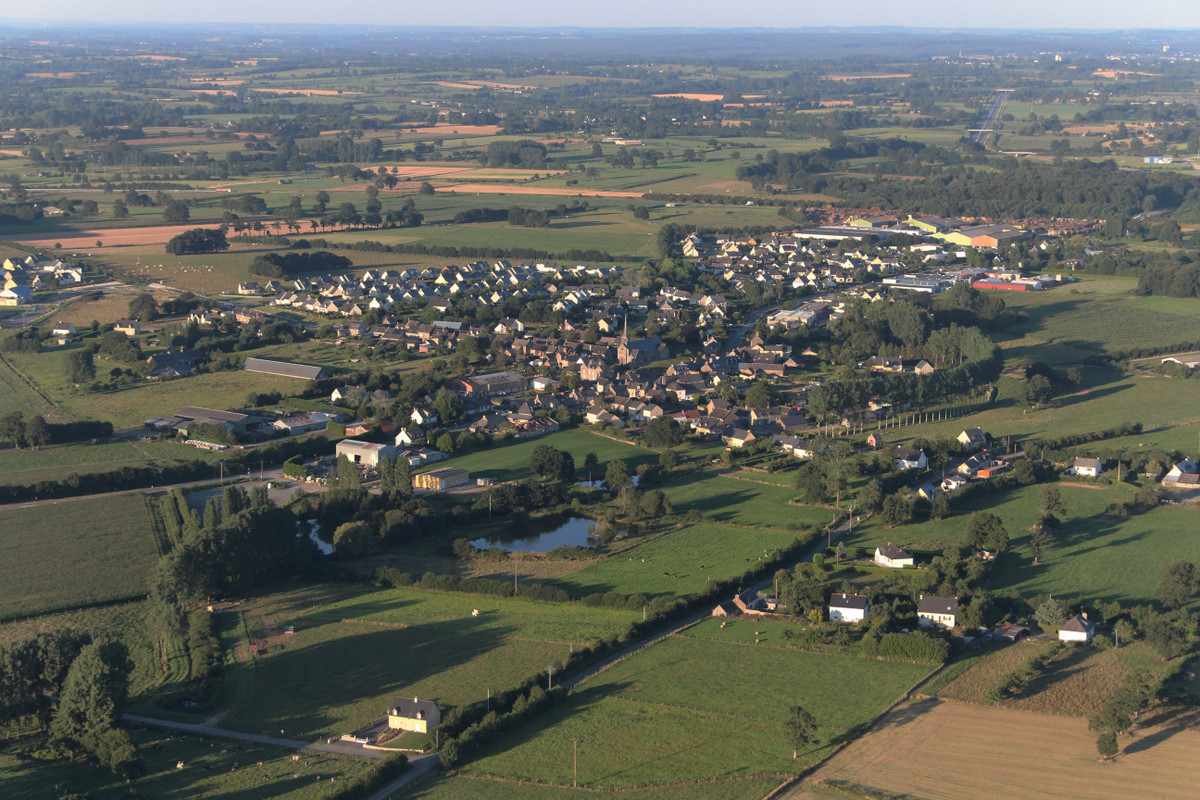
Saint-Sauveur-des-Landes
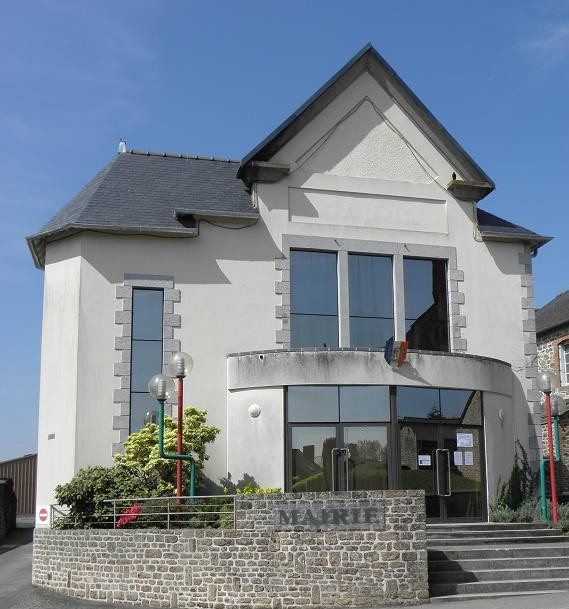
Gemeentehuis
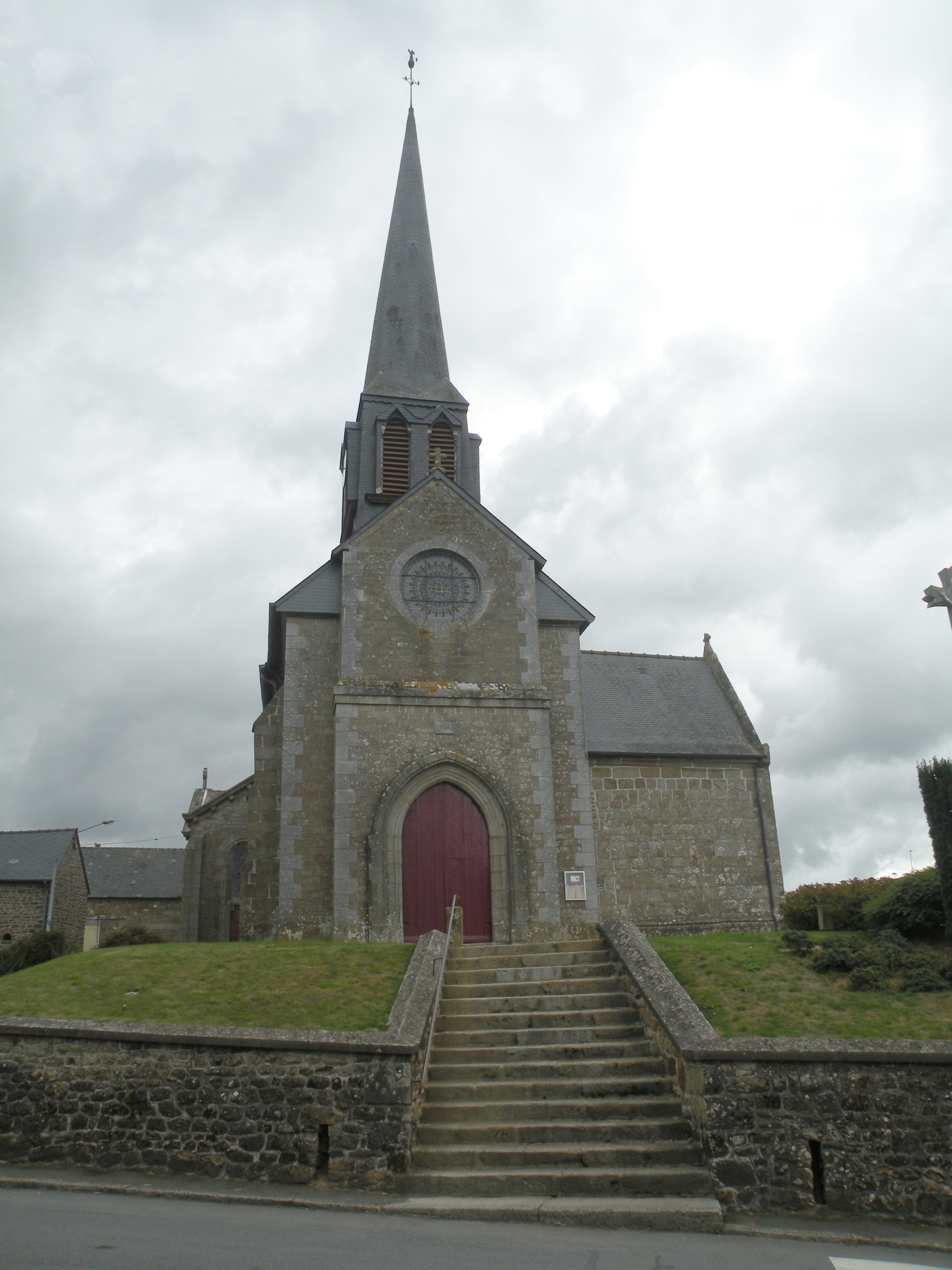
Kerk van Saint-Sauveur-des-Landes

## Geografie
De oppervlakte van Saint-Sauveur-des-Landes bedroeg op 1 januari 2022 18,84 vierkante kilometer; de bevolkingsdichtheid was toen 83,1 inwoners per km².

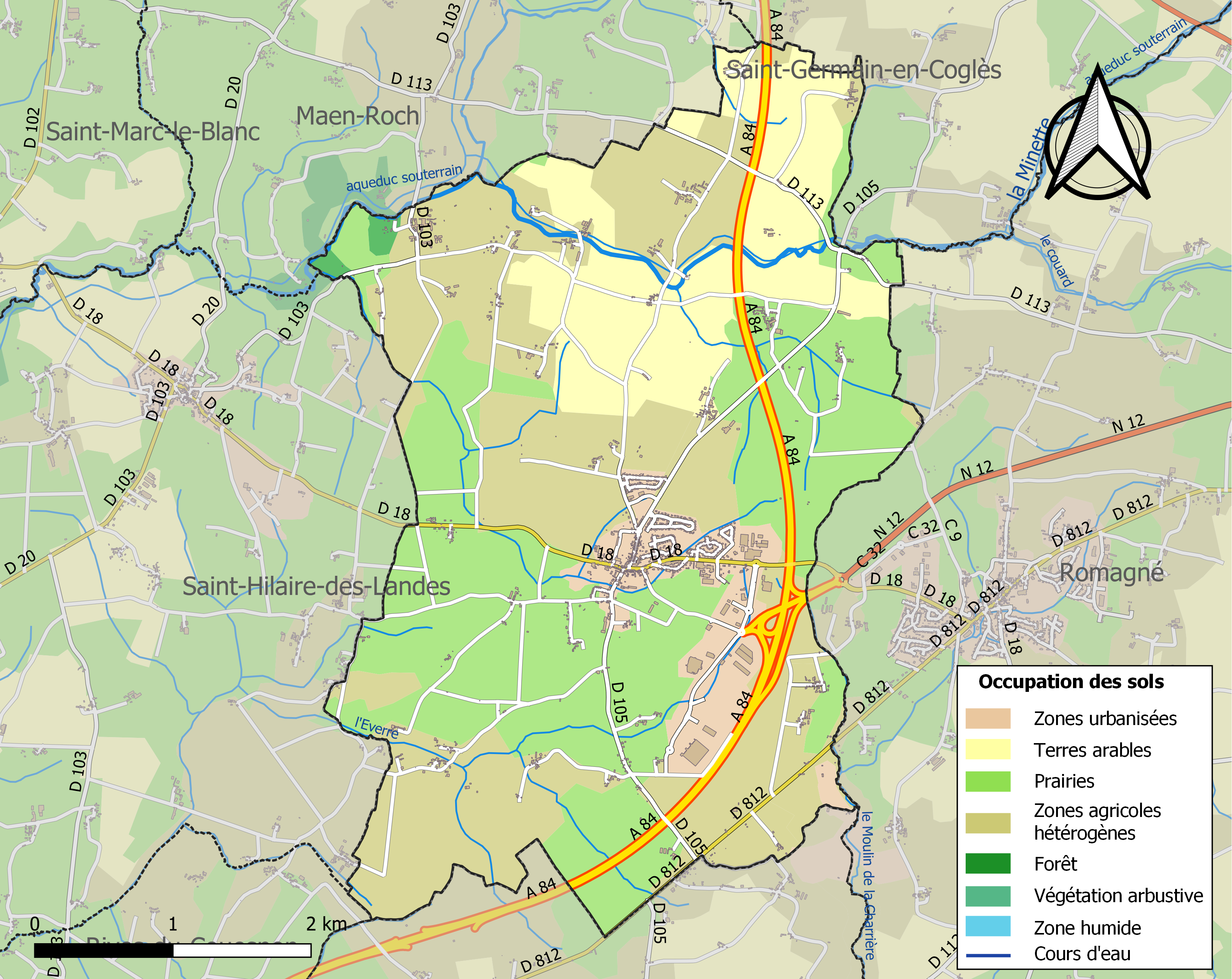
Kaart van de gemeente met belangrijkste infrastructuur, bodemgebruik en omliggende gemeenten

## Demografie
Onderstaande figuur toont het verloop van het inwonertal (bron: INSEE-tellingen).